# Sophie Barthes
Sophie Barthes est une réalisatrice et scénariste française, née en 1973 à Toulouse.

## Biographie
Née à Toulouse, Sophie Barthes a grandi dans de nombreux pays, notamment au Moyen-Orient et en Amérique du Sud, au gré des déplacements professionnels d'un père qui travaillait dans le pétrole. À l'âge de 11 ans, elle découvre La Rose pourpre du Caire de Woody Allen, réalisateur qui aura une certaine influence sur son parcours. Elle affectionne également les comédies des années 1950, 60 et 70.

### Carrière
Elle emménage en 1999 à New York, afin de suivre des études de réalisatrice de documentaires. À l’université Columbia, elle suit un programme spécifique qui combine politique internationale et réalisation de documentaires. Elle suit en parallèle des cours de cinéma dans une école privée, où elle étudie Ingmar Bergman et la Nouvelle Vague.
En parallèle à ses études de documentariste, elle suit des cours de théorie et d’écriture cinématographique. Après son diplôme, elle se lance dans le court-métrage et rencontre Andrij Parekh, qui devient son compagnon et son partenaire artistique. Au Yémen, ils réalisent ensemble un documentaire pour l'UNICEF sur les programmes d’éducation et de santé dont bénéficient les femmes. 
Ils réalisent ensuite leur premier court-métrage, Zimove Vesilya, un drame qu’ils tournent en Ukraine, puis un second baptisé Happiness dont l'action se déroule à New York. Dans ce dernier, il y est déjà question d’une boîte énigmatique contenant le secret du bonheur, qu’une ouvrière convoite. Présenté au Festival de Sundance en 2007, Happiness est montré par la suite dans 70 festivals, et est entre autres lauréat du Showtime Tony Cox Award pour le meilleur scénario à Nantucket, et du Prix du meilleur court-métrage de fiction au Palm Springs ShortFest.
En 2010 sort Cold Souls (Âmes en Stock), son premier long métrage. En 2007, Filmmaker Magazine citait Sophie Barthes comme un des 25 nouveaux talents du cinéma indépendant.

## Filmographie

### Longs métrages
- 2010 : Âmes en stock (Cold Souls)
- 2014 : Madame Bovary
- 2023 : The Pod Generation

### Courts métrages
- 2004 : Zimove Vesilya
- 2006 : Happiness
- 2012 : La Muse